# الثمن (مسلسل 2012)
الثمن، مسلسل كويتي. عرض في عام 2012.

## قصة المسلسل
قصة واقعية معاصرة، أحداثها من سجلات الواقع الفتاة (فاطمة) بمنتصف العقد الثاني تخرج من السجن بعد أن قضت فيه أربع سنوات وأخوها (عبد الله) مازال سجين لتعثرهما عن سداد دين والدهما أثر كفالتهما المادية له، علماً بأن والدهم شقيق للمليونير / سلطان الخالد. تخرج (فاطمة) من السجن معدمة لا تملك سوى الثوب الذي يسترها وإيمانها بلطف الله عز وجل، ومهنة خياطة الملابس النسائية التي برعت بها أثناء إعادة تأهيلها في السجن. - لتبدأ (فاطمة) حياة كريمة جديدة بعيداً عن أسرتها الثرية، استطاعت أن تبدأ عملها في إحدى المشاغل الكويتية، وبدأت رحلة كفاحها لكسب رزقها، لكن الغيرة والحسد كانت لها بالمرصاد، فنصبوا لها بعض النسوة المكايد للإيقاع بها. ولكن هل تستسلم ؟! أم تصبر وتسير في بناء نفسها... ؟! - الشاب (علي) في منتصف العقد الثاني، الذي يدرس ويعمل بائع أقمشة نسائية في متاجر عمه (بوداوود) الوصي عليه وعلى أخته (وفـاء)، والذي لم يعترف يوماً ما بحقهم الشرعي في ملكيتهما للمتاجر التي تعود ملكيتهما لأخيه (سالم) والد (علي) و(وفـاء). - فيتحرر (علي) وأخته (وفـاء) من سلطة عمهم ليعتمدان على أنفسهم تاركين ورثهما والمضي في الحياة. - فهل يستطيع الأخوين البدء من الصفر والاعتماد في بناء أنفسهم ؟؟ - تلتقي الفتاة (فاطمة) في الشاب (علي)، الذي يتزوجها بعد قصة حب رومانسية ليبدأ الاثنان قصة كفاحهما. وما بين الصبر والأمل والجد في العمل، يمر الاثنان بمعترك الحياة العصرية التي نعيشها يومياً والتي لا تخلو من التأزيم واليأس والعياذ بالله. - فهل تهزم الأماني وتتبخر الأحلام ؟! أم ينجح الاثنان في رحلة حياتهما... ؟! - على الصعيد الآخر الشاب (خالد) بمنتصف العقد الثالث، والذي يعمل مدير في كافييه شبابي، يحاول تحقيق نجاحاته من خلال الحب الكاذب الذي يرسمه على ضحاياه من النساء، فيخدع الفتيات بشتى أنواع الحيل ليستولى على نقودهم لاستغلالها في الدفاع عن قضية النسب التي رفعها ضد والده وأخوته ورثة (سلطان الخالد)، مطالباً إياهم الاعتراف به إلا أن الصراع خارج أسوار المحاكم والقضاء كان شرساً للغاية. - يدعي (خالد) أن والده (سلطان الخالد) كان متزوج بالسر من والدته وهي من إحدى الجاليات العربية، وعندما حملت به وأنجبته تنكر لهم ولم يعترف بهم حتى وافته المنية دون الاعتراف به. - يعيش خالد يتيم الأم والأب ويكافح بطرق ملتوية لتحقيق أمانيه ويختلف عن الشاب (علي) والفتاة (فاطمة) أبنة عمه أن صح التعبير وحكمت له المحكمة بتثبيت نسبه من عائلة (سلطان الخالد) واستعادة ثروته التي لا تقدر بثمن. - تتشابك الخطوط وتتصادم الشخوص مع بعضها البعض، وكل منهم مصَّر على إتمام رحلة حياته وتحقيق ذاته مهما كلف الثمن. - وسرعان ما أصبح (علي) و(فاطمة) لكل منهما صيت وبدء كل منهم رحلة جمع المال وحصاد الأيام السابقة التي أتى بثماره. - إلا أن النفوس الضعيفة كانت وستظل مصدر ألم حسد لكل ناجح، ونظرتهما الدونية لهما كأرذل الناس بأنهم لا يستحقوا كل هذه الثروة والشهرة، متناسين عطاء الله ورزقه للناس، وأنهم دفعوا ثمن خطأ غيرهم. - (الثمـن) رحلة كفاح وخطوات نجاح لها من الفوائد ما ينفع الناس في زمن الإحباط واليأس والعياذ بالله وقصة المسلسل تبث في الناس الأمل وكيفية النجاح في العمل ومسئولية بناء أسرة وكيفية تحقيق الثروة بالطرق المشروعة.

## الممثلين
| الممثلين          | الممثلين           | الممثلين      | الممثلين     |
| ----------------- | ------------------ | ------------- | ------------ |
| صلاح الملا        | عبد العزيز المسلم  | مشاري البلام  | ليلى السلمان |
| لمياء طارق        | منى شداد           | لطيفة المجرن  | شيماء علي    |
| نادية كرم         | نصر حماد           | منصور المنصور | أميرة محمد   |
| عبد الله الباروني | طاهر النجادة       | عمر اليعقوب   | هدى إبراهيم  |
| سوسن الهارون      | عبد الحميد الرفاعي | مي عبد الله   | ناصح الفضلي  |
| ناصر كرماني       | عبد الله بهمن      | رانيا السباعي | ناصر الجزاف  |